# Юнацька збірна Косова з футболу (U-19)
Юнацька збірна Косова з футболу (U-19) — національна футбольна збірна Косова, що складається із гравців віком до 19 років. Керівництво командою здійснює Футбольна федерація Косова.
Наразі ця збірна жодного разу не потрапляла до фінальної стадії юнацького чемпіонату світу та Європи.

## Історія
6 лютого 2013 року ФІФА надала дозвіл на проведення міжнародних товариських ігор проти інших збірних під своєю егідою. 13 січня 2014 року після засідання надзвичайного комітету ФІФА, відбулася зміна цього дозволу, яка заборонила Косово грати проти збірних країн колишньої Югославії. Була також заборона на національну символіку такі як прапор, герб тощо, а також на виконання національного гімна. Позитивне рішення на користь Косова було ухвалено після зустрічі між Футбольним союзом Сербії та Зеппом Блаттером.
У вересні 2015 року на засіданні Виконавчого комітету УЄФА, яке відбулось на Мальті було схвалено прохання федерації Косова про прийняття її до УЄФА на наступному Черговому Конгресі, який відбудеться в Будапешті. 3 травня 2016 року Косово було прийнято до УЄФА. Через десять днів Косово було прийнято до ФІФА.

## Юнацький чемпіонат Європи з футболу (U-19)
| Рік    | Раунд                    | І                        | В                        | Н                        | П                        | Г+                       | Г-                       |                          |
| ------ | ------------------------ | ------------------------ | ------------------------ | ------------------------ | ------------------------ | ------------------------ | ------------------------ | ------------------------ |
| 2018   | не кваліфікувалася       | не кваліфікувалася       | не кваліфікувалася       | не кваліфікувалася       | не кваліфікувалася       | не кваліфікувалася       | не кваліфікувалася       | не кваліфікувалася       |
| 2019   | не кваліфікувалася       | не кваліфікувалася       | не кваліфікувалася       | не кваліфікувалася       | не кваліфікувалася       | не кваліфікувалася       | не кваліфікувалася       | не кваліфікувалася       |
| 2020   | Скасовано через COVID-19 | Скасовано через COVID-19 | Скасовано через COVID-19 | Скасовано через COVID-19 | Скасовано через COVID-19 | Скасовано через COVID-19 | Скасовано через COVID-19 | Скасовано через COVID-19 |
| 2021   | Скасовано через COVID-19 | Скасовано через COVID-19 | Скасовано через COVID-19 | Скасовано через COVID-19 | Скасовано через COVID-19 | Скасовано через COVID-19 | Скасовано через COVID-19 | Скасовано через COVID-19 |
| 2022   | не кваліфікувалася       | не кваліфікувалася       | не кваліфікувалася       | не кваліфікувалася       | не кваліфікувалася       | не кваліфікувалася       | не кваліфікувалася       | не кваліфікувалася       |
| 2023   | не кваліфікувалася       | не кваліфікувалася       | не кваліфікувалася       | не кваліфікувалася       | не кваліфікувалася       | не кваліфікувалася       | не кваліфікувалася       | не кваліфікувалася       |
| 2024   | не кваліфікувалася       | не кваліфікувалася       | не кваліфікувалася       | не кваліфікувалася       | не кваліфікувалася       | не кваліфікувалася       | не кваліфікувалася       | не кваліфікувалася       |
| 2025   | не кваліфікувалася       | не кваліфікувалася       | не кваліфікувалася       | не кваліфікувалася       | не кваліфікувалася       | не кваліфікувалася       | не кваліфікувалася       | не кваліфікувалася       |
| Усього | 0/6                      | 0                        | 0                        | 0                        | 0                        | 0                        | 0                        |                          |